# Schnelles Schlachtschiff

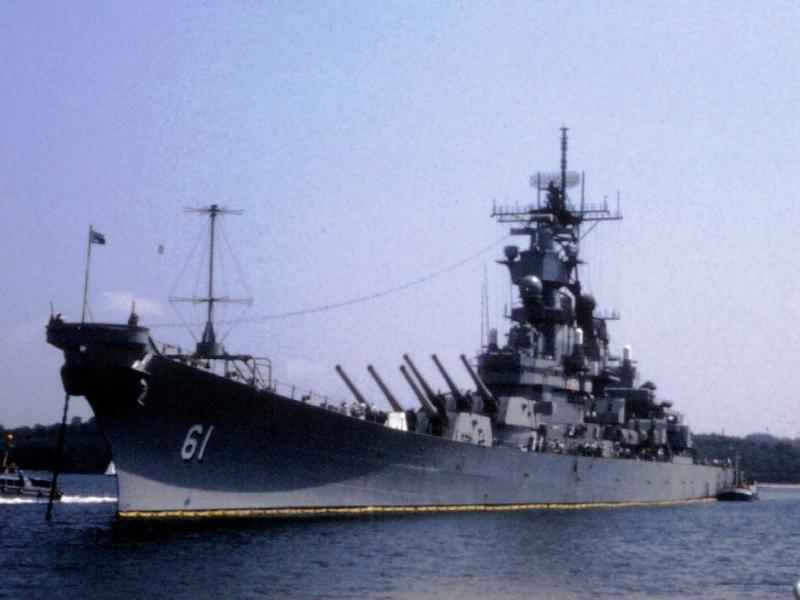
Die Iowa 1989 in Kiel

Das Schnelle Schlachtschiff war ein Kriegsschiffstyp, der die Vorzüge von Schlachtkreuzer und Schlachtschiff in einem Konzept vereinte.

## Hintergrund
Schlachtschiffe besaßen neben ihrer schweren Bewaffnung eine wirkungsvolle Panzerung, waren aber mit durchschnittlich 21 kn eher langsam. Schlachtkreuzer besaßen eine ähnliche oder gleiche Bewaffnung wie zeitgenössische Schlachtschiffe, erreichten aber bis zu 30 kn. Die für diese Geschwindigkeit nötigen stärkeren Maschinenanlagen wurden durch den Verzicht auf eine starke Panzerung erkauft.
Beide Konzepte waren also dahingehend unbefriedigend, dass immer nur höchstens zwei der drei angestrebten Merkmale (schwere Bewaffnung, effektive Panzerung, hohe Geschwindigkeit) forciert werden konnten.

## Übergangsformen
Als eine erste Vorstufe des Schnellen Schlachtschiffes können die deutschen Schlachtkreuzer aus der Zeit des Ersten Weltkrieges, z. B. die Derfflinger-Klasse, gelten, die zwar minimal schwächer als zeitgenössische Schlachtschiffe bewaffnet waren, aber eine hohe Geschwindigkeit von bis zu 27 kn mit einem wirkungsvollen Panzerschutz vereinten. Die im Bau befindlichen, aber vor Kriegsende nicht mehr fertiggestellten Schlachtkreuzer der Mackensen- und Ersatz-Yorck-Klassen stellten weitere Fortentwicklungen des deutschen Konzeptes dar. Sie waren mit bis zu 28 Knoten nicht ganz so schnell wie zeitgenössische britische Gegenstücke, dafür aber erheblich besser geschützt.
Kurz vor dem Ersten Weltkrieg bauten die Briten die Schlachtschiffe der Queen-Elizabeth-Klasse, die nicht nur größer und schwerer bewaffnet waren als ihre Vorgänger der Iron-Duke-Klasse, sondern mit bis zu 24 kn auch deutlich schneller. In gewisser Weise waren sie die ersten schnellen Schlachtschiffe und wurden folglich von den Briten während des Ersten Weltkrieges auch im Verband der Schlachtkreuzer eingesetzt, die sie mit ihrer großen Feuerkraft unterstützen konnten, ohne dabei viel langsamer zu sein.

## Echte Schnelle Schlachtschiffe
Der Queen Elizabeth und ihren Schwesterschiffen war zwar im Grunde der Übergang zum Schnellen Schlachtschiff gelungen, sie erreichten jedoch trotzdem nicht die Geschwindigkeit der klassischen Schlachtkreuzer. Erst die aus dieser Klasse weiterentwickelten Schiffe der Admiral-Klasse, von denen jedoch nur die Hood jemals fertiggestellt wurde, verkörperten den ganzen Wandel. Diese war bis auf geringe Abweichungen genauso gut gepanzert und bewaffnet wie ihre Vorgänger, erreichte jedoch 30 kn statt 24 kn.
Nach dem Auslaufen des Washingtoner Flottenvertrages wurden kurz vor dem Zweiten Weltkrieg von allen Seemächten neue Großkampfschiffe auf Kiel gelegt. Fast alle im Zweiten Weltkrieg berühmt gewordenen Klassen von Schlachtschiffen, darunter die Bismarck-, Richelieu-, Iowa-, Yamato-, Littorio- und King-George-V-Klassen, waren schnelle Schlachtschiffe. Sie bildeten die letzte Stufe der Entwicklung des Schlachtschiffes als dominierendes Element im Seekrieg, bevor es den Flugzeugträgern weichen musste: Schwer bewaffnet, stark gepanzert und sehr schnell.